# Епархия Дивинополиса

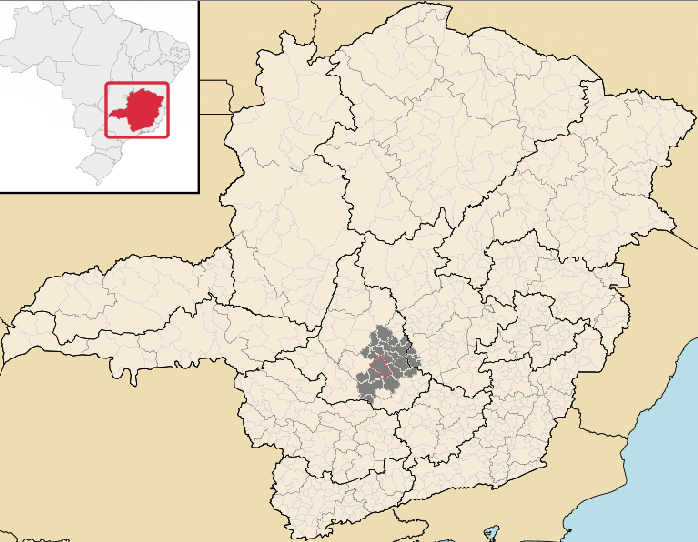
Епархия Дивинополиса.

Regional CNBB Leste 2.

Епархия Дивинополиса (лат. Dioecesis Divinopolitanus) — епархия Римско-Католической церкви с центром в городе Дивинополис, Бразилия. Епархия Дивинополиса входит в митрополию Белу-Оризонти. Кафедральным собором епархии Дивинополиса является церковь Святого Духа.  

## История
11 июля 1958 года Римский папа Пий XII издал буллу «Qui a Christo», которой учредил епархию Дивинополиса, выделив её из apxиепархии Белу-Оризонти и епархии Аттерадо (сегодня — Епархия Луса).

## Ординарии епархии
- епископ Cristiano Portela de Araújo Pena (1959–1979);
- епископ José Costa Campos (1979–1989);
- епископ José Belvino do Nascimento (1989–2009);
- епископ Tarcísio Nascentes dos Santos (2009 — 1.08.2012 — назначен епископом Дуки-ди-Кашиаса);
- вакансия.

## Источник
- Annuario Pontificio, Libreria Editrice Vaticana, Città del Vaticano, 2003, ISBN 88-209-7422-3